# Hydrosmecta septentrionum
Hydrosmecta septentrionum är en skalbaggsart som först beskrevs av Benick 1969.  Hydrosmecta septentrionum ingår i släktet Hydrosmecta, och familjen kortvingar. Arten är reproducerande i Sverige.